# 皮利普恰 (里普基區)
51°52′5″N 31°2′24″E / 51.86806°N 31.04000°E
皮利普恰（烏克蘭語：Пилипча），是烏克蘭北部的村莊，隸屬切爾尼希夫州的切爾尼希夫區。該村始建於1706年，面積1.5平方公里，海拔高度116米，2001年人口114。